# Lathyrus bijugus
Lathyrus bijugus là một loài thực vật có hoa trong họ Đậu. Loài này được Boiss. & Noe miêu tả khoa học đầu tiên.